# 马尔萨讷
马尔萨讷（法語：Marsanne，發音：[maʁsan] ⓘ）是法国德龙省的一个市镇，位于该省西南部，属于尼永斯区。

## 地理
马尔萨讷（44°38'37"N, 4°52'23"E）面积34.29 平方千米，位于法国奥弗涅-罗讷-阿尔卑斯大区德龙省，该省份为法国东南部内陆省份，北起顺时针与伊泽尔省、上阿尔卑斯省、上普罗旺斯阿尔卑斯省、沃克吕兹省和阿尔代什省接壤。
与马尔萨讷接壤的市镇（或旧市镇、城区）包括：鲁比永河畔邦略、克莱翁当德朗、孔迪亚克、格拉讷、拉洛皮、米尔芒德、鲁瓦纳克、鲁比永河畔圣热尔韦。
马尔萨讷的时区为UTC+01:00、UTC+02:00（夏令时）。

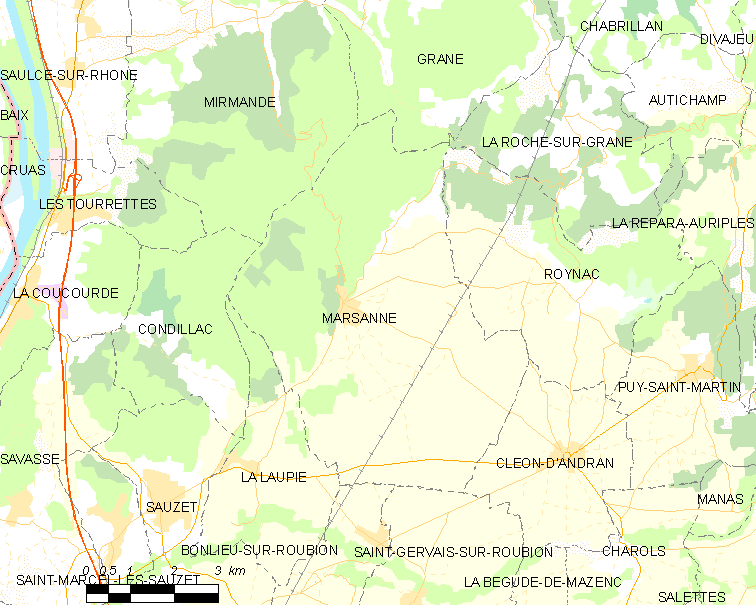
马尔萨讷的OSM定位图

## 行政
马尔萨讷的邮政编码为26740，INSEE市镇编码为26176。

## 政治
马尔萨讷所属的省级选区为迪约勒菲县。

## 人口

1962-2008年间马尔萨讷人口变化图示

马尔萨讷于2022年1月1日时的人口数量为1262人。